# Rosa russanovii
Rosa russanovii — вид рослин з родини трояндових (Rosaceae).

## Поширення
Вид зростає в центральній Азії.